# 玉山航空
玉山航空（英語：Saviq Air）是台灣一家籌辦中的區域性航空公司，由中華民國空軍退役飛官徐柏岳於2025年創辦。

## 概要

### 取名及使命
根據玉山航空時任總經理徐柏岳說法，取名「玉山」為一份感動，因而其「象徵台灣的印象，是台灣最具代表性的地標，也是團結台灣的最大公約數」，而英文名稱「SA-VIQ」源自布農語，由布農族耆老命名，以示對台灣原住民文化的尊崇，並讓世界看見台灣；這也令玉山航空成為全球航空業中首家以原住民語發音命名的航空公司。
玉山航空將以「圓滿台灣天空」為使命，打造一個安全、智慧、永續的新世代航空品牌，同時間亦希望為旅客提供更便捷、安全、具競爭力的飛航選擇。

### 理念
玉山航空之理念為：
理念
安全圓滿 全員守護

金色大地 萬里晴空

山巒層疊 如鷹上騰

看見台灣 玉山航空

## 沿革
2024年10月，有傳言指，玉山航空和另一家名為「玉山國際航空」的航空公司在航空學校招募組員，並將進駐澎湖縣；引起當時廣泛關注。澎湖縣縣長陳光復對此回應時表示，澎湖疏運問題確實需要解決，但從無接觸到相關航空。玉山航空總經理徐柏岳於2025年3月表示，「部分媒體報導在未經求證下（適逢週末、週日）即貿然下標，定義為求職詐騙，實為烏龍一場，並非屬實。」
2025年4月2日，公開支持民主進步黨大罷免潮的玉山航空時任總經理徐柏岳被爆料，1995年兩岸關係緊張之際，時任空軍飛官的他於美國跳機逃官。4月8日，徐柏岳宣稱，1995年當時自己有中華民國總統府交付的「特殊任務」在身，絕非逃官。但網路劇《國際橋牌社》導演汪怡昕發文批評，徐柏岳為圓一個謊說另一個謊，是「畏戰、背叛同袍和國家」的騙子，會害了大罷免。4月8日，玉山航空證實，徐柏岳已於4月2日請辭總經理，4月8日完成交接，目前暫無總經理。

## 航點
根據時任總經理徐柏岳說法，玉山航空計畫以「東部發展為核心，西部發展為營收補貼」為宗旨，開辦台北、高雄直飛蘭嶼等航線；未來將拓展國際包機業務，並計畫在五年內將資本額增至60億至100億元，進軍中國大陸及東北亞、東南亞等區域性國際航線。
| 國家或地區 | 航點           | 機場     | IATA | ICAO |
| ---------- | -------------- | -------- | ---- | ---- |
| 中華民國   | 臺北（計劃中） | 松山機場 | TSA  | RCSS |
| 中華民國   | 高雄（計劃中） | 小港機場 | KHH  | RCKH |
| 中華民國   | 蘭嶼（計劃中） | 蘭嶼機場 | KYD  | RCLY |

## 機隊
玉山航空計劃以ATR的ATR 72客機執飛國內航線，並將安裝ATR's ClearVision™ Enhanced Vision System (EVS)系統，提升飛航安全。

## 資料來源
1. 1 2 3  . 中時新聞網. 2025-03-24  [2025-03-24].
2. ↑  . 自由時報. 2020-06-23  [2025-03-24].
3. ↑  . 104人力銀行.   [2025-03-24].
4. ↑  陳能振; 陳建達; 吳冠緯. . 華視新聞. 2024-11-09  [2025-03-24].
5. ↑  焦捷. . 中時新聞網. 2025-04-09.
6. ↑  黃英傑. . 經濟日報. 2025-03-24  [2025-03-24].